# Odontobunus armatus
Odontobunus armatus is een hooiwagen uit de familie echte hooiwagens (Phalangiidae).